# Kleine karekiet
De kleine karekiet (Acrocephalus scirpaceus) is een zangvogel uit de familie Acrocephalidae (rietzangers). De kleine karekiet lijkt zeer sterk op de bosrietzanger (zie tweelingsoorten).

## Kenmerken
Deze behendige muggenvanger wordt slechts 13 cm lang en heeft een overwegend variabel bruin verenkleed van lichte tinten aan de onderzijde en iets donkere tinten aan de bovenzijde. De vleugels hebben een lichte, roestbruine tint.

## Voortplanting

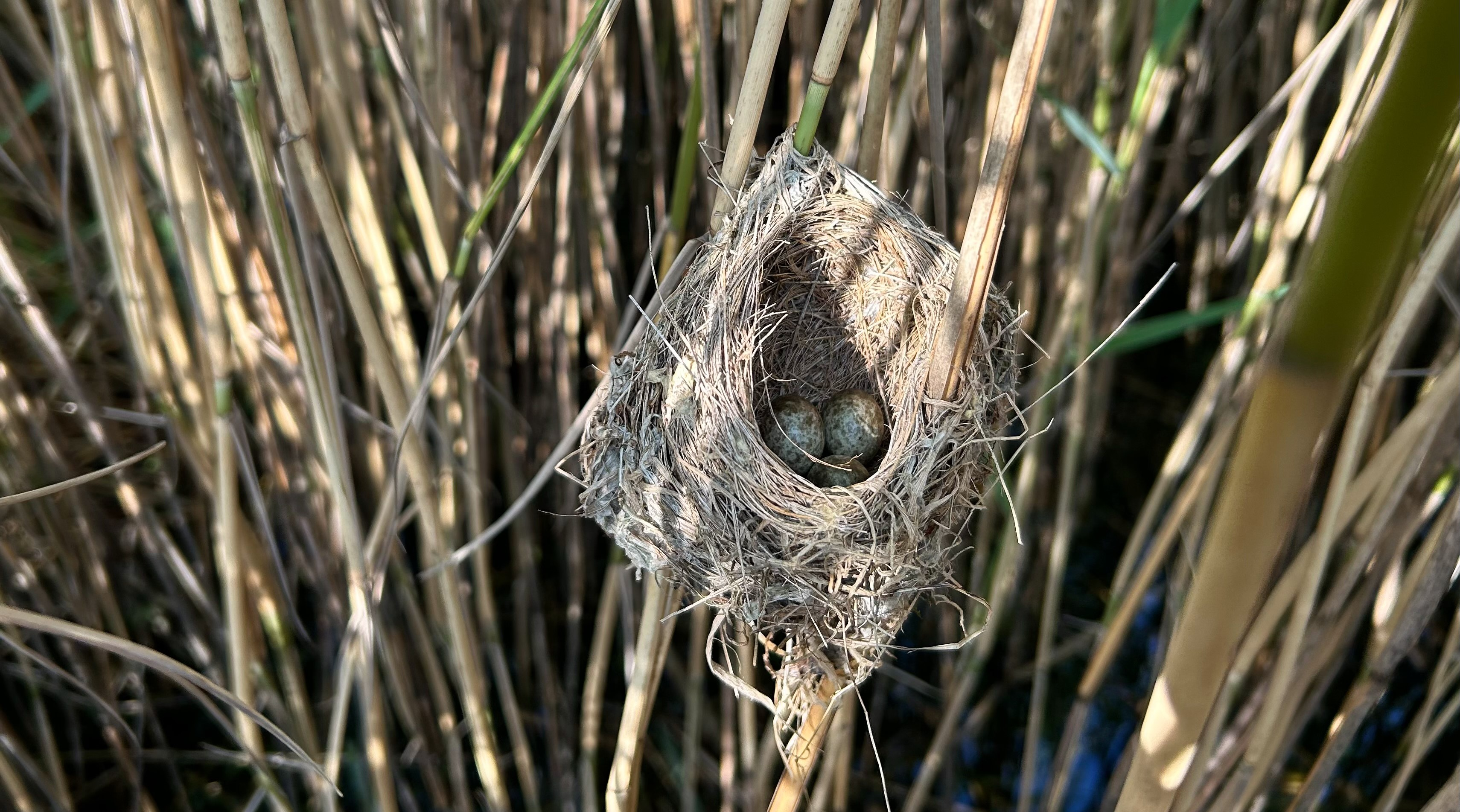
Het nest, hier bevestigd aan drie stengels van echt riet in een moeras van de riet-associatie.

Het nest van de kleine karekiet is een kunstig gevlochten mandje van natte plantenresten tussen twee tot vier rietstengels. Omdat die plantenresten ook modder bevatten dat geleidelijk opdroogt, werkt dit als een soort plaksel of cement waardoor het nestje toch een stevig verankerd bouwsel wordt. De rand wordt vaak bekleed met spinrag, terwijl de binnenkant wordt afgewerkt met rietpluimen, die de vogel zelf afbreekt.
Drie tot vijf gespikkelde eieren worden door de kleine karekiet in tien tot twaalf dagen uitgebroed. Regelmatig legt een koekoek zijn ei in het nest van de kleine karekiet, waardoor deze zijn jongen verliest.

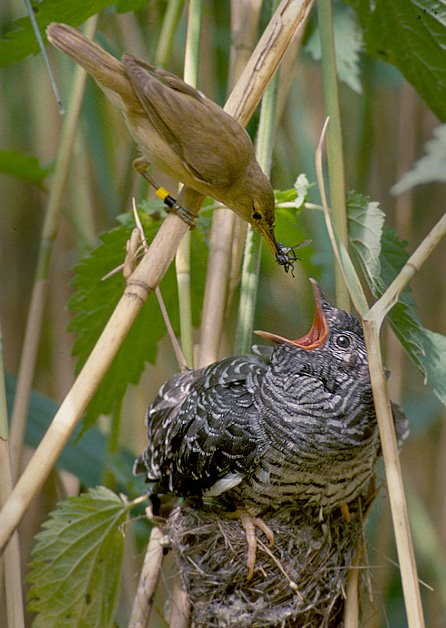
Een kleine karekiet brengt een koekoeksjong groot.

## Verspreiding en leefgebied
Kleine karekieten komen tijdens het broedseizoen in vrijwel geheel Europa voor, met uitzondering van Ierland en Noord-Scandinavië en telt tien ondersoorten:
- A. s. scirpaceus: van Europa tot westelijk Rusland, Oekraïne en westelijk Turkije, noordwestelijk Afrika.
- A. s. fuscus: van Egypte via het Midden-Oosten tot zuidoostelijk Europees Rusland, oostelijk Kazachstan en Iran.
- A. s. avicenniae: de Rode Zee-kusten.
- A. s. ammon: grensregio Libië en Egypte
- A. s. ambiguus: Iberisch schiereiland en noordwestelijk Afrika
- A. s. minor: In de Sahelgordel van Senegal in in Soedan.
- A. s. cinnamomeus: van westelijk Ethiopië en zuidelijk Somalië tot Mozambique.
- A. s. suahelicus: van oostelijk Tanzania tot oostelijk Mozambique en oostelijk Zuid-Afrika.
- A. s. hallae: van zuidwestelijk Angola tot zuidwestelijk Zambia en zuidelijk naar westelijk Zuid-Afrika.
- A. s. baeticatus (kortvleugelkarekiet): van noordelijk Botswana en Zimbabwe tot zuidelijk Zuid-Afrika.

In de winter verblijven de meeste kleine karekieten uit Nederland in de mangrovebossen langs de West-Afrikaanse kust, van Senegal tot aan Guinee-Bissau. De hoeveelheid regen in dit gebied hangt samen met het weer in de Sahel. In een droog seizoen zijn er weinig insecten en heeft de kleine karekiet meer moeite met het aanleggen van een vetvoorraad voor de voorjaarstrek. De overlevingskans van zowel jonge als volwassen kleine karekieten blijkt voor 23–25% samen te hangen met de hoeveelheid neerslag in de Sahel.

### Status in Nederland en Vlaanderen
De kleine karekiet is in Nederland een algemene broedvogel in rietvelden die aan water grenzen. Het rietveld hoeft niet erg groot te zijn, daarom komt de kleine karekiet op heel veel plaatsen voor, zelfs in steden als daar waterpartijen of vijvers zijn met een paar vierkante meter riet. Volgens SOVON waren er in Nederland in 2018–2020 naar schatting 160–280 duizend broedparen en dit aantal is sinds de eeuwwisseling toegenomen. Ook in Vlaanderen is de kleine karekiet een algemene vogel op plaatsen waar rietvelden aanwezig zijn. Het aantal broedparen in Vlaanderen is in de periode 2013–2018 geschat op 20–50 duizend.

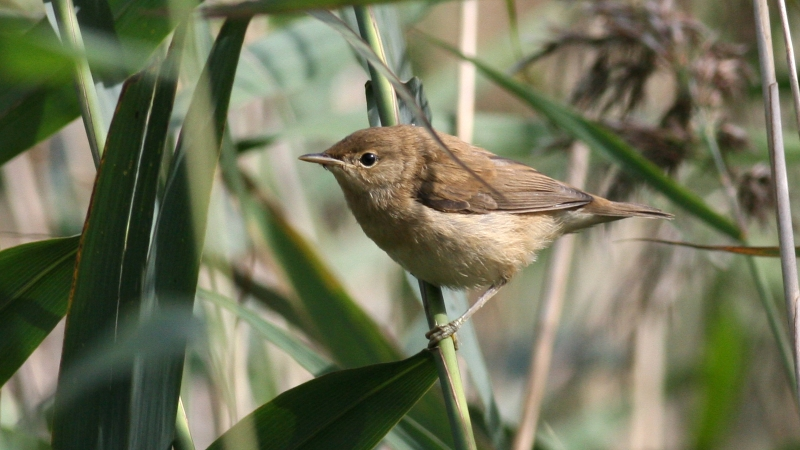
Kleine karekiet tussen het riet

## Video
- Zingende kleine karekiet